# Särkiriipi
Särkiriipi är en sjö i Finland. Den ligger i kommunen Kolari i landskapet Lappland, i den norra delen av landet, 800 km norr om huvudstaden Helsingfors. Särkiriipi ligger 178,2 meter över havet. Arean är 13,4 hektar och strandlinjen är 1,44 kilometer lång. Sjön  ingår i Torne älvs huvudavrinningsområde. 